# 유럽 원자력 공동체

유럽 원자력 공동체(-原子力共同體, EURopean ATOMic Energy Community, EURATOM) 또는 유라톰은 유럽 연합의 일원으로 만들어진 국제 기구이다. 1957년 3월 25일에 로마 조약에 의하여 만들어졌고, 같은 날에 유럽 경제 공동체가 설립되었다. 유럽 원자력 공동체는 개별적인 기구이지만, 회원국과 조직은 유럽 연합에 통합되어 있다. 1967년에 EURATOM과 EEC, 그리고 지금은 사라진 유럽 석탄 철강 공동체 (ECSC)의 조직적 구조는 1965년에 체결된 합병 조약에 의해 통합되었다.
유라톰의 목적은 원자력에너지 시장에 대한 전문가 육성과 공동체를 통한 에너지의 분배, 그리고 핵에너지의 개발 및 비공동체 국가들에 대한 잉여에너지 판매이다.
유라톰은 유럽 석탄 철강 공동체와 유사하기 때문에 없애고 유럽 공동체와 통합시켜서 유럽 원자력 공동체를 새로운 유럽 공동체로 만들자고 몇몇이 제안했다. 특히, 유럽 헌법을 제정하기 위한 조약이 진전되던 중에 폐지 내용이 제안되었다. 그러나 유라톰은 유럽 연합의 법적 성격으로부터 제외시키자는 결정이 나왔다. 몇몇 회원국에서 반핵감정으로 인한 걱정으로 헌법에 반대하였기 때문이다.

## 유럽 원자력 공동체의 의장, 1958-1967
다섯 회원국으로 구성된 위원회는 세 명의 의장이 이끌어 나갔는데 모두 프랑스인이었다.
- 루이 아르망 (프랑스) 1958-1959 - 아르망 위원회
- 에띠앙 허쉬 (프랑스) 1959-1962 - 허쉬 위원회
- 피에르 샤트네 (프랑스) 1962-1967 - 샤트네 위원회

## 같이 보기
- 유럽 연합의 행정
- 유럽 연합의 역사
- 유럽 에너지 공동체
- 유럽 연합의 에너지 정책

## 타임라인
유럽 연합 구조의 발전
|                   |                      |                                      |                              |                            |                                  |                                  |                      |                |                  |
| 1948 브뤼셀 조약  | 1952 파리 조약       | 1958 로마 조약                       | 1967 합병 조약               | 1987 단일 유럽 의정서      | 1993 마스트리흐트 조약 (EU 설립) | 1993 마스트리흐트 조약 (EU 설립) | 1999 암스테르담 조약 | 2003 니스 조약 | 2009 리스본 조약 |
|                   |                      |                                      | 유럽 원자력 공동체 (EURATOM) |                            |                                  |                                  |                      |                |                  |
|                   |                      | 유럽 석탄 철강 공동체 (ECSC)         | 유럽 석탄 철강 공동체 (ECSC) |                            |                                  |                                  |                      | 유럽 연합 (EU) |                  |
|                   |                      | 유럽 경제 공동체 (EEC)               | 유럽 경제 공동체 (EEC)       | → 세 개 의 기 둥 →         |                                  | 유럽 공동체 (EC)                 | 유럽 공동체 (EC)     | 유럽 연합 (EU) |                  |
|                   | ↑유럽의 공동체↑      | ↑유럽의 공동체↑                      | 사법과 국내 문제 (JHA)       | → 세 개 의 기 둥 →         |                                  | 유럽 공동체 (EC)                 | 유럽 공동체 (EC)     | 유럽 연합 (EU) |                  |
|                   |                      | 경찰 및 사법 협력에 관한 규정 (PJCC) | 사법과 국내 문제 (JHA)       | → 세 개 의 기 둥 →         |                                  |                                  |                      | 유럽 연합 (EU) |                  |
|                   | 유럽 정치 협력 (EPC) | 공동 외교 안보 정책 (CFSP)           | 공동 외교 안보 정책 (CFSP)   | 공동 외교 안보 정책 (CFSP) |                                  |                                  |                      | 유럽 연합 (EU) |                  |
|                   | 유럽 정치 협력 (EPC) |                                      |                              | → 세 개 의 기 둥 →         |                                  |                                  |                      | 유럽 연합 (EU) |                  |
| 서유럽 연합 (WEU) |                      |                                      |                              |                            |                                  |                                  |                      | 유럽 연합 (EU) |                  |
|                   |                      |                                      |                              |                            |                                  |                                  |                      |                |                  |